# 宪法法庭 (波兰)

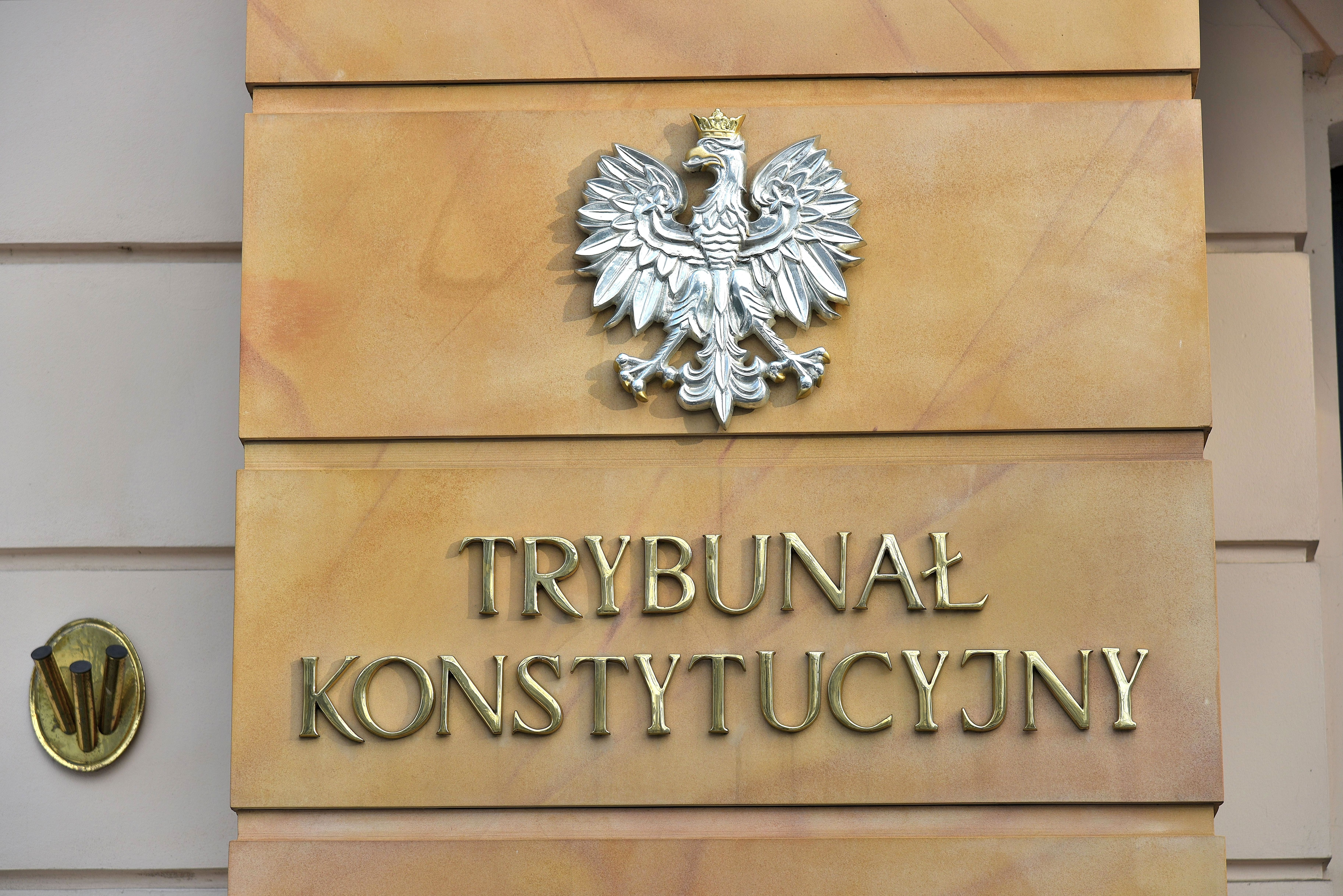
憲法法庭門牌

宪法法庭（波蘭語：rybunał Konstytucyjny）是波兰共和国的宪法法院，是波兰旨在解决有关国家机构活动合宪性争议的司法机构，其主要任务是监督法定法律与《波兰共和国宪法》的一致性。宪法法庭应团结工会运动的要求于1982年创建。现任主席为朱莉娅·普兹列布斯卡。